# Ksenofon Dilo
Ksenofon Dilo (ur. 15 stycznia 1932 we wsi Topovë k. Gjirokastry) – albański malarz, grafik i scenograf.

## Życiorys
W czasie II wojny światowej przeniósł się wraz z rodziną do Tirany, gdzie uczył się w gimnazjum, a także uczęszczał na zajęcia z rysunku. W latach 1948–1952 uczył się w gimnazjum artystycznym Jordan Misja, pod kierunkiem Sadika Kaceliego i Abdurrahima Buzy. W latach 1952–1958 studiował w Akademii Sztuk Pięknych w Pradze, pod kierunkiem Josefa Novaka. Po powrocie do kraju pracował jako scenograf w Studiu Filmowym Nowa Albania, a równolegle prowadził zajęcia ze studentami Instytutu Sztuk w Tiranie.  W latach 1969–1979 pełnił funkcję dziekana wydziału sztuki figuratywnej Instytutu. Od 1973 współpracował z Zespołem Pieśni i Tańca, jako scenograf i kostiumograf, projektował także kostiumy dla Teatru Opery i Baletu. W latach 1987–1992 pełnił funkcję dyrektora Narodowej Galerii Sztuk. Oprócz malarstwa zajmował się także karykaturą, a jego prace publikowało czasopismo satyryczne Hosteni.
Uhonorowany tytułem Artist i Merituar (Zasłużonego Artysty).

## Twórczość
Prace Dilo były eksponowane na czternastu wystawach zbiorowych w Albanii, Austrii i w Egipcie. W 1960 jego plakaty wystawiano w Moskwie. W dorobku artysty dominują pejzaże wykonane techniką olejną, akwarele, a także pastele. Istotne miejsce w jego dorobku twórczym zajmowały projekty scenograficzne i kostiumy do filmów fabularnych, a także do albańskich oper: Mrika, Komisari i Vjosa.